# HD 99706
HD 99706 är en ensam stjärna belägen i den mellersta delen av stjärnbilden Stora björnen. Den har en skenbar magnitud av ca 7,65 och kräver åtminstone en stark handkikare för att kunna observeras. Baserat på parallax enligt Gaia Data Release 2 på ca 6,8 mas, beräknas den befinna sig på ett avstånd på ca 480 ljusår (ca 147 parsek) från solen. Den rör sig närmare solen med en heliocentrisk radialhastighet på ca -30 km/s.

## Egenskaper
HD 99706 är en orange till gul underjättestjärna av spektralklass K0 IV, som har förbrukat förrådet av väte i dess kärna och börjat utvecklas till en jättestjärna. Den har en massa som är ca 1,5 solmassor, en radie som är ca 5,5 solradier och har ca 13 gånger solens utstrålning av energi från dess fotosfär vid en effektiv temperatur av ca 4 900 K.
En undersökning 2016 vid Calar Alto Observatory kunde ej upptäcka någon följeslagare till HD 99706.

## Planetsystem
År 2011 upptäcktes genom metoden för mätning av radiell hastighet en superjupiter exoplanet, HD 99706 b, på en svagt excentrisk bana kring HD 99706. En annan superjupiter exoplanet på en yttre bana upptäcktes 2016.
| Planet | Massa               | Halv storaxel (AE) | Siderisk omloppstid (d) | Excentricitet      | Inklination | Radie |
| ------ | ------------------- | ------------------ | ----------------------- | ------------------ | ----------- | ----- |
| b      | >1,23 MJ            | 1,98               | 841                     | 0,25               | -           | -     |
| c      | >5.69+1.43 −0.96 MJ | -                  | 1278+151 −198           | 0.411+0.231 −0.178 | -           | -     |